# Мифимнийская митрополия
Мифимнийская митрополия (греч. Ιερά Μητρόπολις Μηθύμνης) — епархия «Новых Земель» Элладской православной церкви. Как и прочие епархии «Новых Земель» имеет также формальное подчинение Константинопольскому патриархату. Центром епархии является город Калони на острове Лесбос в Греции.
Епархия насчитывает 37 приходов и 3 монастыря. Официальный орган митрополии — «Ο Ταξιάρχης».

## Управляющие
- Христодор (уп. 520)
- Игнатий Агаллианский (1531—1563)[1][2]
- Софроний (30 сентября 1842 — 1849)
- Авксентий (Августос) (1849 — 23 августа 1853)
- Агафангел (31 августа 1853 — 1 мая 1873)
- Паисий (Курендис) (май 1873 — 23 марта 1881)
- Никифор (Гликас) (23 марта 1881 — 13 февраля 1896)
- Стефан (Сулидис) (13 февраля 1896 — 22 июля 1915)
- Василий (Комвопулос) (2 декабря 1916 — 25 октября 1922)
- Дионисий (Минас) (25 октября 1922 — 12 сентября 1951)
- Константин (Кардаменис) (22 апреля 1956 — 16 ноября 1965)
- Иаков (Малярос) (23 ноября 1965 — 22 марта 1984)
- Хризостом (Каламатианос) (с 6 мая 1984)

## Монастыри
- Лимонос (Калони, мужской)